# Talib Ahmed Bensouda
Talib Ahmed Bensouda (* 1986 in Serekunda) ist gambischer Unternehmer und Politiker. Seit 2018 ist er Oberbürgermeister der Gemeinde Kanifing (englisch Lord Mayor of the Kanifing Municipal Council).

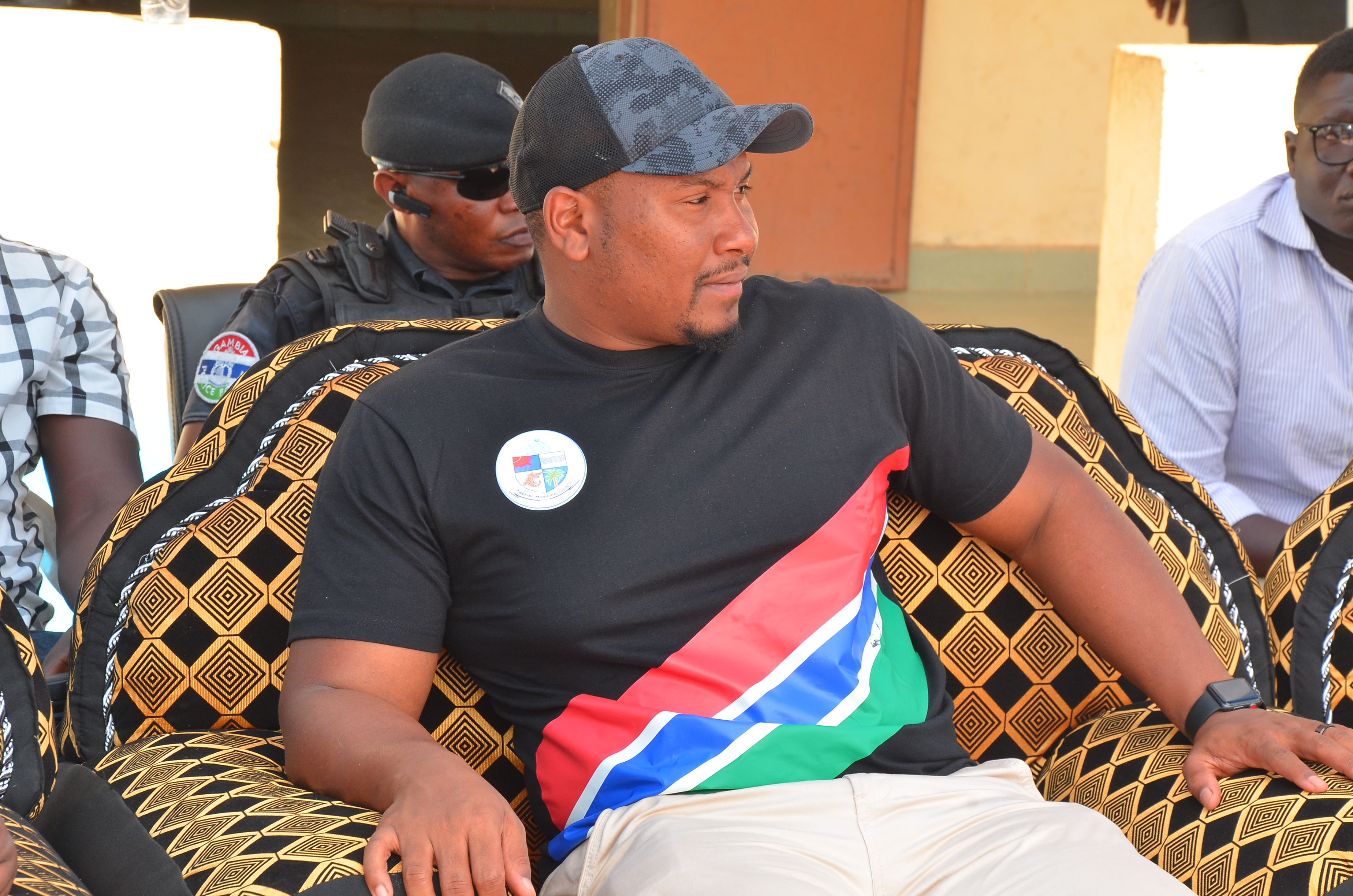

## Leben
Talib Ahmed Bensouda ist als dritter Sohn von Ahmed Bensouda und der Juristin Amie Bensouda 1986 in der West Field Clinic in Serekunda geboren. Ahmed Bensouda war Regierungsbeamter, zuletzt hatte er im Finanzministerium eine Stellung als Ministerialrat (englisch Permanent Secretary). Er war für die Regierung Jawaras bis 1994 tätig. Talibs Großvater, Seedy Omar Bensouda, ein marokkanischer Händler, wanderte nach Gambia aus. Er freundete sich mit Almami Jawara, dem Vater des früheren Präsidenten Sir Dawda Jawara an und heiratete seine Tochter Nanonding Jawara. Sie ließen sich in Kuntaur, Niani nieder und hatten sechs Kinder, darunter Ahmed Bensouda, Talibs Vater. Talibs Onkel, Talib O. Bensouda , arbeitete auch als Beamter und war Abgeordneter für das Repräsentantenhaus für den Wahlkreis Niani für zwei Amtszeiten (1982–1987 und 1987–1992) für die PPP-Regierung.
Als 19-Jähriger gründete Bensouda eine Malerfirma, mit mindestens einem Dutzend Mitarbeitern. Später besuchte er bis 2003 die Marina International School, im Anschluss ging er nach Hamilton, Kanada und erwarb die Hochschulreife. Danach wechselte er nach Mississauga und schrieb sich auf der University of Toronto ein um dann seinen Bachelor of Arts in Wirtschaftswissenschaften und Kommunikationstechnik 2007 zu erwerben. Das West African Insurance Institute besuchte Bensouda 2012.
Als Versicherungskaufmann arbeitete Bensouda 2009 bei der Gray Power Insurance und später als Verkaufsleiter bei einem Unternehmen, das sich mit der Müllentsorgung beschäftigt. Er kehrte 2010 nach Gambia zurück und war bei der Versicherungsgesellschaft Takaful Gambia Limited als Marketing Manager angestellt. Seine Karriere machte er bis zum Betriebsleiter und Sekretär des Vorstandes. 2013 verließ er aber Takaful Gambia um seine eigene persönliche Ziele zu verfolgen. Ende 2017 war er Vorstandsmitglied des Softwareunternehmens Insist Global und dem Immobilienentwickler Blue Oceans Properties. Bensouda ist auch Gründer von Safaro Trading, das Marken im Hygienebereich wie Babywindeln und Damenbinden entwickelte und vermarktete.
Zu den Regionalwahlen in Gambia am 12. Mai 2018 ließ sich Talib Ahmed Bensouda als Kandidat der United Democratic Party (UDP) für den Vorsteher des Kanifing Municipal Council aufstellen, also dem Oberbürgermeisteramt, und gewann die Wahl vor Ousman Rambo Jatta, dem Kandidaten der Alliance for Patriotic Reorientation and Construction (APRC).